# 黄乃群
黃乃群（英語：wong nai chin，汉语拼音：Huángnǎiqún；1943年—2000年），馬來西亞華人，水墨畫、西洋水彩畫畫家，生於吉隆坡，1966年畢業於新加坡南洋美術專科學院，曾在1993年獲南洋美專校友傑出獎。

## 生平
黃乃群是一位喜愛旅遊的畫家，他曾漫遊印度、尼泊爾、埃及、希臘、土耳其、中國及東南亞各國，縱覽數千年的文化古蹟及名山大川，進行寫生與考察。黃乃群師承南洋畫派畫家如施香沱、陳宗瑞。對於自己鍾愛的藝術大師，亦作深入的鑽研與了解，尋求與奠定自己的創作方向與風格。1993年，黃乃群被推選為「南洋美專校友傑出獎」。

## 年表
1966年，毕业于新加坡南洋美专
1968－1980年，任教於馬來西亞藝術學院純美術系。
1985－1987年，任教於中央藝術學院純美術系。歷任吉隆坡尊孔中學美術主任、雪隆水墨畫會會長、東方藝術資料中心諮詢與研究員。
1971－1993年，在國內外舉辦個展12次。
1965－1994年，在國內外參加聯展17次。其作品被收藏於新加坡南洋大學、新加坡國家博物館畫廊、台灣省立美術館、河南鄭州博物館。

## 書籍
出版有書籍《畫外閒遊》，畫冊《黄乃群水墨画作品集》等。